# Josep Texidor i Busquets
Josep Texidor i Busquets (Barcelona, 17 de març de 1826- Caldes d'Estrac, 31 de març de 1892), molt sovint anomenat Josep Teixidor i Busquets, va ser un artista català.

## Trajectòria
Al començament es va dedicar a la forja artística, sobretot l'aplicada als llums de gas. En aquest àmbit va realitzar diversos projectes d'il·luminació urbana. Va fer, per exemple, el projecte d'enllumenat del Gran Teatre del Liceu.
El 1848 es va casar amb Concepció Torres Nicolás (1829-1894). Van tenir vuit fills. Entre ells, també sobresurten com a artistes Modest Texidor o Teixidor Torres i Josefa Teixidor o Texidor Torres
Un cop va haver consolidat la seva posició familiar i econòmica es va decantar vers la pintura. Va estudiar a l'escola de Llotja on va ser deixeble de Ramon Martí i Alsina, amb qui va fer amistat.
El 1864 va participar en l'exposició Nacional de Belles Arts de Madrid. A Barcelona va presentar obres a l'exposició celebrada a Llotja l'any 1866. Va estar representat a les exposicions municipals d'art de 1891 i 1898, També a la de retrats de 1910.
Va estar vinculat a l'Ateneu Barcelonès

## Casa Texidor
L'any 1874 va obrir un establiment de papereria i materials per a les belles arts al número 3 del carrer del Regomir de Barcelona, anomenat "Fortuny". Després de la seva mort l'any 1892, l'empresa va passar a dir-se "Hijos de José Texidor y Cia.", regentada pel seu fill Emili Texidor i la seva dona, Dolors Catasús i Bués. El 1904 la botiga es va traslladar al carrer de Fontanella, 10. Amb la mort d'Emili Texidor, el 1909 la societat es va escindir: d'una banda, el seu germà Modest va seguir amb el negoci del carrer Fontanella (ara anomenat "Casa Texidor"), que probablement cap el 1920 es va traslladar a la Rambla Catalunya, 89. De l'altra, Dolors Catasus i els seus fills van fundar un nou establiment, "Viuda de E. Texidor", que primer es va establir al carrer de Pau Claris i tot seguit a la Ronda de Sant Pere (1911). La decoració d'aquesta última es deu a Joaquim Raspall amb mosaics de Lluís Bru i, tot i que la botiga va canviar d'ús l'any 1995, encara conserva part d'aquesta decoració.

## Obra
La temàtica més habitual en la seva obra són els paisatges i les marines. També els retrats i les imatges de vells pagesos.
Llocs on es conserva obra sevaː
- Museu Nacional d'Art de Catalunya
- Galeria de catalans il·lustres
- Museu d'història de Barcelona
- Museu del Prado[8]
- Fons d'art de la Diputació de Girona[9]